# Rêves de cuir
 Pour plus de détails, voir Fiche technique et Distribution
Rêves de cuir est un film pornographique français réalisé par Francis Leroi et sorti en 1991 avec Zara Whites dans le rôle principal. Une suite est sortie en 1993, Rêves de Cuir 2 avec Tabatha Cash.

## Fiche technique
- Réalisation : Francis Leroi
- Photographie : Norbert Marfaing-Sintes
- Montage : Francis Leroi
- Musique : David Cap
- Classement : interdit aux-18 ans
- Durée : 96 minutes
- Date de sortie : 1991

## Distribution
- Zara Whites (Esther Kooiman)
- Carole Tredille
- Deborah Wells
- Christophe Clark

## Distinctions
Prix de la meilleure actrice pour Zara Whites, meilleur film X français, meilleur scénario, meilleure promo au Festival Hot d'or à Cannes et Prix spécial des vidéoclubs.
Hot d'or de la meilleure actrice étrangère pour Zara Whites